# Eco en arco

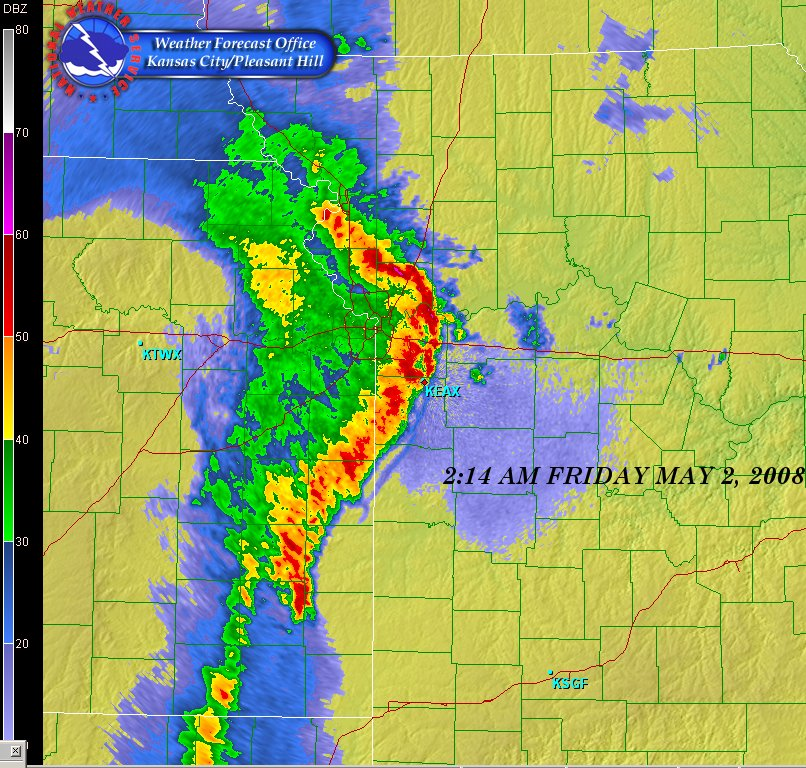
Imagen de radar de un eco en arco cruzando Kansas City, Misuri (Estados Unidos), el 2 de mayo de 2008 (NWS Kansas City)

En meteorología, un eco en arco es un término descriptor del retorno característico al radar desde un sistema convectivo en mesoescala que posee una firma parecida al arco del arquero. Estos sistemas pueden producir graves vientos en línea recta y ocasionalmente tornados, causando mucho daño.

## Estudios
El término "eco en arco fue utilizado por primera vez por Dr. Theodore Fujita de la Universidad de Chicago, en su artículo de 1978 “Manual of Downburst Identification for Project NIMROD.”  En 2004, se hicieron estudios para mejor anticipar esas formaciones de ecos en arco. Se estudió su formación a partir de líneas de turbonada débilmente organizados, y de superceldas. Determinaron que los ecos en arco más probables de ocurrir vienen de células débilmente organizadas. En 2007, desde el 28 de febrero al 1 de marzo, hubo un Workshop sobre Ecos en Arco del Medio-oeste,, donde los meteorólogos se reunieron para compartir sus investigaciones y conclusiones, para comprender mejor los ecos del arco.

## Formación
Un eco en arco se asocia con frentes o líneas de tormenta eléctrica convectiva. Esos ecos pueden variar en tamaño desde 20 a 200 km, y tienen una vida útil de 3 a 6 h. Los ecos de arco tienden a desarrollarse cuando existen moderadas a fuertes cizalladuras del viento existentes en la baja atmósfera de 2 a 3 km.  Aunque similares a un frente de tormenta, los ecos en arco son menores en su escala; y son movidos por el viento en su interior. Así tienden a empujar hacia afuera y después de un tiempo fenecen. Un eco en arco también reduce la probabilidad de que se forme un tornado en la tormenta misma. La "forma en arco" del eco es el resultado de enfocar el flujo fuerte en la parte posterior del sistema. Especialmente los ecos en arco fuertes pueden causar daños devastadores a lo largo de todo el ancho de la tormenta, y son a menudo llamados derechos.

### Jet de entrada posterior
La formación de un eco en arco requiere una fuerte elevación del jet de entrada posterior. La fuerza del pool de aire frío entre la mesoaltura y la superficie, así como las temperaturas más cálidas altas debido a la convección, trabaja para crear una mesobaja a niveles medios que refuerza el chorro. Al alcanzar el borde de la convección del chorro desciende y se extiende a lo largo de la superficie, generando ráfagas descendentes.

### Vórtices
Después de que el chorro de entrada posterior ha plegado el sistema de tormenta, los vórtices de fin de línea se desarrollan en cada lado del chorro. Esos vórtices son similares en fuerza. Debido al pequeño tamaño del eco en arco, los vórtices ayudan a mejorar el flujo de nivel medio entre ellos. Esto refuerza a su vez el chorro de entrada posterior. Los vientos de superficie aumentarán al descender el chorro. A medida que aumenta la fuerza y extensión de la tormenta, el efecto Coriolis actúa en intensificar el vórtice ciclónico y debilita el vórtice anticiclónico. Luego, el sistema desarrolla un eco en coma asimétrico. Dentro de esos vórtices, podrían desarrollarse tornados o gustnados integrados.

## Vientos intensísimos
Graves y dañinas ráfagas descendentes a menudo se producen cerca del centro de un eco en arco. Los daños causados por los vientos de estas tormentas severas son la mitad de todos los informes de meteoros graves en los 48 estados de Estados Unidos y es más común que los daños causados por tornados. Las velocidades del viento pueden alcanzar hasta 160 km/h y puede producir daños en un camino que se extiende por cientos de km. Los ecos de arco son capaces de producir vientos en línea recta que son tan fuertes como muchos tornados. Un fuerte eco de arco producirá un daño más extenso e intenso que la mayoría de los tornados. También, los ecos del arco crean un ambiente favorable para que los tornados se formen.